# 인천만수초등학교

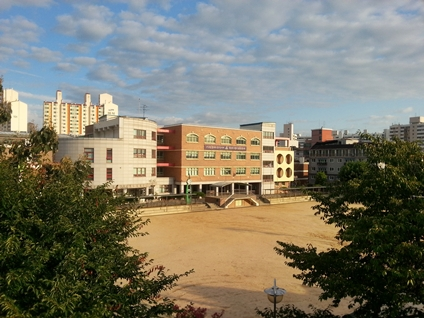
교사와 교정

인천만수초등학교는 대한민국 인천광역시 남동구 만수동에 있는 공립 초등학교이다.

## 학교 연혁
| 1930년 | 11월 1일  | 부천군 남동공립보통학교 개교                      |
| 1938년 | 4월 1일   | 남동공립심상소학교 개칭                           |
| 1941년 | 4월 1일   | 인천만수공립국민학교 개칭                         |
| 1996년 | 3월 1일   | 인천만수초등학교로 개칭                           |
| 2003년 | 9월 1일   | 제18대 박계양 교장 부임                           |
| 2005년 | 10월 24일 | 본관 개축 35실, 별관 대수선 24실 준공             |
| 2009년 | 3월 1일   | 특별실, 생명의 숲, 다목적 강당 등 16개소 완공     |
| 2012년 | 2월 14일  | 진로교육전용교실(꿈누리채) 개관                   |
| 2013년 | 10월 28일 | 방송실 현대화 사업 완료                           |
| 2015년 | 9월 1일   | 제21대 박미자 교장 취임                           |
| 2015년 | 12월 12일 | 만수그린나래오케스트라 창단                       |
| 2016년 | 8월 15일  | 영어체험실, 복합문화공간 상상마당 준공            |
| 2017년 | 2월 10일  | 제84회 졸업장 수여식(63명), 졸업생 총수(17,918명) |
| 2017년 | 8월 31일  | 상상밸리(상상씨어터, 상상마루, 상상공작소) 준공   |
| 2018년 | 2월 9일   | 제85회 졸업장 수여식(44명), 졸업생 총수(17.962명) |
| 2018년 | 3월 1일   | 15학급(특수학급2) 편성                            |

| 1978년 | 12월 30일 | 동부국민학교 분리   |
| 1983년 | 3월 1일   | 만수북국민학교 분리 |
| 1987년 | 3월 1일   | 조동국민학교 분리   |
| 1991년 | 3월 1일   | 장수국민학교 분리   |
| 1991년 | 10월 10일 | 남동국민학교 분리   |
| 2003년 | 9월 1일   | 신월초등학교 분리   |

## 참고 자료
- 인천만수초등학교 - 한국교육학술정보원 학교알리미